# Zoe Saldaña
Pour les articles homonymes, voir Saldaña.
Zoë Saldaña Nazario,  dite Zoe Saldaña [ˈzoʊi sælˈdæɲə], est une actrice, réalisatrice et productrice américaine, née le 19 juin 1978 à Passaic, dans le New Jersey.
Elle accède à la notoriété internationale grâce aux premiers rôles féminins de trois franchises majeures du cinéma de science-fiction : elle est la Na'vi Neytiri dans Avatar (2009) et Avatar : La Voie de l'eau (2022), l'officier Nyota Uhura dans Star Trek (2009-2016), puis elle intègre l'Univers cinématographique Marvel dans le rôle de Gamora apparaissant dans les séries Les Gardiens de la Galaxie (2014-) et Avengers (2018-2019).
En 2024, elle remporte le prix d'interprétation féminine au festival de Cannes pour son rôle dans la comédie musicale franco-espagnole Emilia Perez de Jacques Audiard, conjointement avec les trois autres actrices principales du film. Pour ce rôle, elle obtient le Golden Globe et l'Oscar de la meilleure actrice dans un second rôle et elle devient la première actrice américaine nommée au César de la meilleure actrice.

## Biographie

### Jeunesse et formation
Née de parents originaires de la République dominicaine et de Porto Rico, Zoë Yadira Saldaña Nazario grandit dans le Queens à New York. Elle a 9 ans quand son père meurt dans un accident de voiture. Elle repart alors avec sa mère et sa sœur en République dominicaine. Là, elle s'inscrit dans une école de danse où elle s'initie à plusieurs styles et notamment au ballet.
À 17 ans, elle revient aux États-Unis avec sa famille, où elle s'adonne alors au théâtre avec la troupe Faces ainsi qu'avec le New York Youth Theatre.

### Carrière

#### Années 2000: débuts et révélation

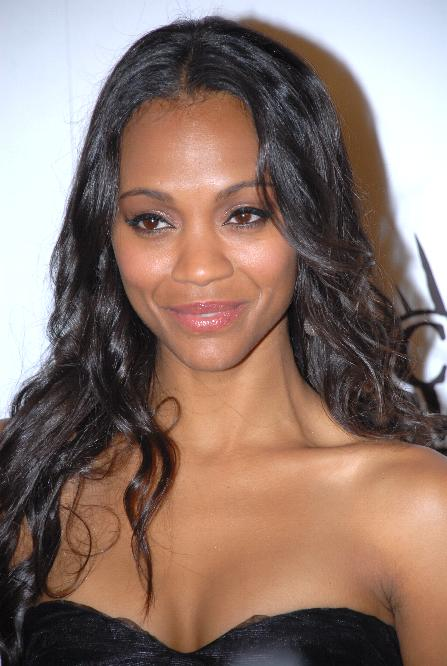
L'actrice en 2007, aux Hollywood Life Magazine’s 7th Annual Breakthrough Awards.

Elle fait ses débuts dans des films à destination de la jeunesse. En 2000, un premier rôle dans le film indépendant Center Stage, de Nicholas Hytner, lui permet d'exploiter ses talents de danseuse, puis l'année suivante elle fait partie de la distribution de la comédie potache Get Over It, menée par une jeune Kirsten Dunst. En 2002, elle joue la meilleure amie de Britney Spears dans son premier essai au cinéma, Crossroads et incarne la petite amie du héros de Beat Battle, interprété par Nick Cannon.
Elle quitte les films pour la jeunesse en décrochant des rôles secondaires dans des productions plus ambitieuses : en 2003, elle joue ainsi une pirate dans le blockbuster Pirates des Caraïbes : La Malédiction du Black Pearl, de Gore Verbinski ; puis interprète une agent de l’immigration en 2004 dans la comédie dramatique Le Terminal, de Steven Spielberg. Elle retrouve la même année Orlando Bloom dans le drame indépendant Haven, lequel est son principal partenaire.
Durant les quatre années suivantes, elle enchaîne les rôles dans de multiples longs-métrages indépendants, qui passent souvent inaperçus, ainsi que dans des productions destinées au public afro-américain. Seule concession plus commerciale, le remake de Black/White, où elle joue la compagne du héros interprété par Ashton Kutcher qui lui vaut ses premières citations au titre de meilleure actrice, lors de cérémonies de remises de prix comme les Teen Choice Awards, les Black Reel Awards et les NAACP Image Awards.
Elle rejoint le casting récurrent de l'éphémère série dramatique Six Degrees, diffusée en 2006 et produite par J.J. Abrams, apparaissant au total dans cinq épisodes.

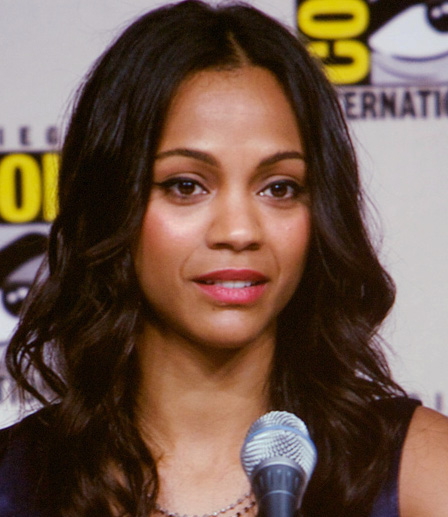
L'actrice au Comic-Con 2009, pour la promotion du blockbuster Avatar.

En 2008, elle revient dans une production plus exposée : le film d'action Angles d'attaque, de Pete Travis, parmi les principaux acteurs. L'année suivante est celle du succès : elle prête en effet ses traits à Nyota Uhura dans le blockbuster de science-fiction Star Trek, de J. J. Abrams. Le film est un succès critique et commercial international.
Elle poursuit la même année avec un succès encore plus important : l'ambitieuse fresque de science-fiction Avatar, qui la révèle auprès d'un plus large public, bien qu'elle y apparaisse (grâce à la technique de capture de mouvement) sous les traits de Neytiri, créature fictive née de l'imagination du cinéaste James Cameron. Ce rôle lui vaut notamment, l'Empire Award de la meilleure actrice ainsi que le Saturn Award de la meilleure actrice.

#### Années 2010: confirmation commerciale

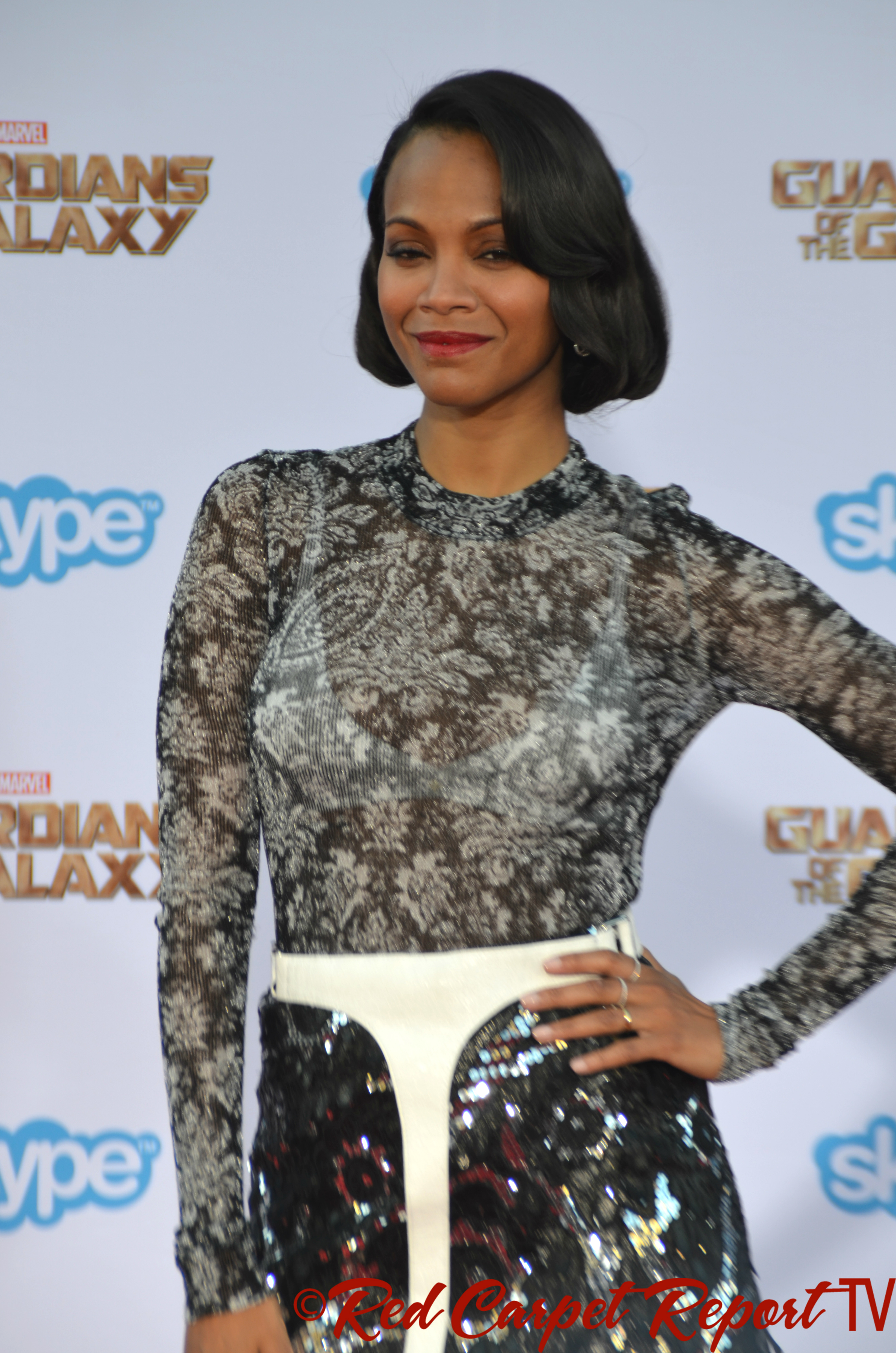
L'actrice à la première de Les Gardiens de la Galaxie, en juillet 2014.

L'année 2010 est celle de projets plus modestes : le principal rôle féminin de la comédie d'action The Losers, de Sylvain White ; un rôle secondaire dans le polar indépendant Takers ; dans la distribution chorale de la comédie Panique aux funérailles, de Neil LaBute ; et dans un rôle principal de la satire Burning Palms.
En 2011, elle vient en France pour tenir le rôle principal d'un gros film d'action : Colombiana est mis en image par Olivier Megaton, et produit par Luc Besson. En dépit d'une déception critique et commerciale, cette production lui permet de remporter l'ALMA Awards et le Teen Choice Awards de la meilleure actrice. Cette année-là, elle fait ses débuts comme réalisatrice pour les besoins du court métrage dramatique Kaylien dans lequel elle dirige les acteurs Malin Åkerman, Bradley Cooper et Judy Reyes.
Elle n'a pas davantage de chance l'année d'après avec le drame indépendant The Words, dont elle partage pourtant l'affiche avec la star montante Bradley Cooper. C'est un autre échec. La même année, elle réalise un épisode de la première saison de la série télévisée dramatique The Ropes.
L'année 2013 lui permet de renouer avec des projets d'envergure : d'abord en participant au polar new-yorkais 70s Blood Ties, premier essai américain de l'acteur français Guillaume Canet. Elle est également à l'affiche du drame Les Brasiers de la colère, de Scott Cooper. Les deux films reçoivent de mauvaises critiques. Elle compte sur le rôle de Nyota Uhura pour renouer avec le box-office et le soutien de ses pairs : le blockbuster de science-fiction Star Trek Into Darkness, de J. J. Abrams, dépasse son prédécesseur en nombre d'entrées.
Elle confirme en 2014 avec Les Gardiens de la Galaxie, de James Gunn, un nouveau blockbuster de science-fiction, où elle arbore un maquillage élaboré : elle prête en effet ses traits au personnage de Gamora. Le long-métrage est un succès critique et commercial surprise ; une suite est aussitôt annoncée.
Cette même année, elle porte et produit la mini-série événement du réseau NBC, Rosemary's Baby dans laquelle elle donne la réplique au canadien Patrick J. Adams ainsi qu'au britannique Jason Isaacs et à la française Carole Bouquet. Il s'agit d'une adaptation du roman éponyme d'Ira Levin, réalisée par Agnieszka Holland.
Entre-temps, elle porte le drame indépendant Infinitely Polar Bear avec Mark Ruffalo, produit par la société de production Bad Robot Productions, codirigée par J.J. Abrams ; elle conclut la trilogie Star Trek en 2016 avec Star Trek : Sans limites, cette fois mis en scène par Justin Lin ; elle est aussi au casting de l'adaptation à l'écran de la vie de Nina Simone, Nina, dirigée par Cynthia Mort, la sortie de la bande annonce du film en mars 2016 soulève une vague de critiques, les héritiers de Nina Simone regrettant notamment une trop grande différence physique entre l'actrice et la chanteuse. Le film est éreinté par la critique et sort directement en vidéo.

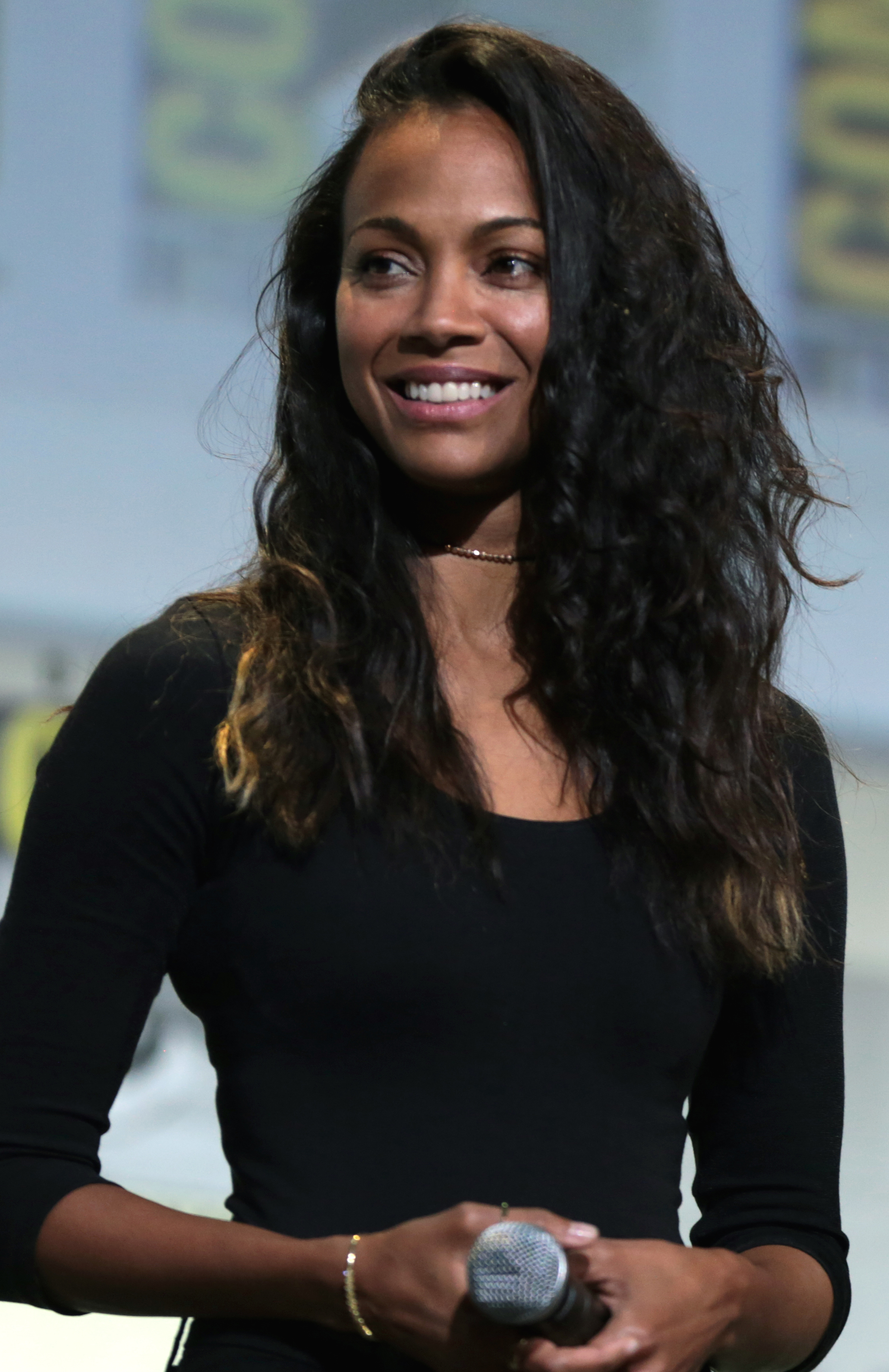
L'actrice au Comic-Con de San Diego en 2016.

En 2017, elle rebondit grâce à l'important succès commercial du blockbuster Les Gardiens de la Galaxie Vol. 2, qui fait encore mieux que son prédécesseur tout en étant également salué par la critique. Elle fait partie de la distribution principale du polar Ils vivent la nuit (Live By Night), écrit et réalisé par Ben Affleck et donne de la voix pour le film d'animation My Little Pony, le film.
En 2018, elle participe à la production du film dramatique The Honor List de la réalisatrice australienne Elissa Down avec Sasha Pieterse et Karrueche Tran. Elle endosse de nouveau le costume de Gamora pour les besoins du blockbuster attendu Avengers: Infinity War, qui réalise d'excellents résultats au box office mondial, puis, elle apparaît dans un clip vidéo du rappeur Drake. Cette année-là est synonyme de succès pour l'actrice, puisqu'elle reçoit son étoile sur le célèbre Walk of Fame à Hollywood, qui récompense sa contribution au monde du cinéma et ses dix-huit années de carrière.

#### Années 2020: consécration
Elle reprend également son rôle de Neytiri dans Avatar : La Voie de l'eau, sorti en 2022, et est attendue dans ses multiples suites.
En 2023, elle fait son retour dans le rôle de Gamora, aux côtés des autres gardiens de la galaxie dans le troisième volet de la saga Les Gardiens de la Galaxie.
En 2024, elle joue dans le thriller musical Emilia Perez de Jacques Audiard, présenté en compétition au Festival de Cannes. Le film fait l'unanimité auprès des critiques, qui saluent la performance des actrices. Si Jacques Audiard remporte le Prix du Jury, Zoe Saldana remporte le prix d'interprétation féminine au même titre que ses partenaires Karla Sofía Gascón, Selena Gomez et Adriana Paz. Lors de la saison des récompenses cinématographiques 2024-2025, Saldaña est longtemps considérée comme la favorite pour remporter l'Oscar de la meilleure actrice dans un second rôle, mais les spécialistes estiment que ses chances sont compromises par la polémique qui suit des déclarations racistes de sa partenaire de jeu Karla Sofía Gascón. Lors de la 97e cérémonie des Oscars, elle remporte finalement la statuette.

### Vie privée

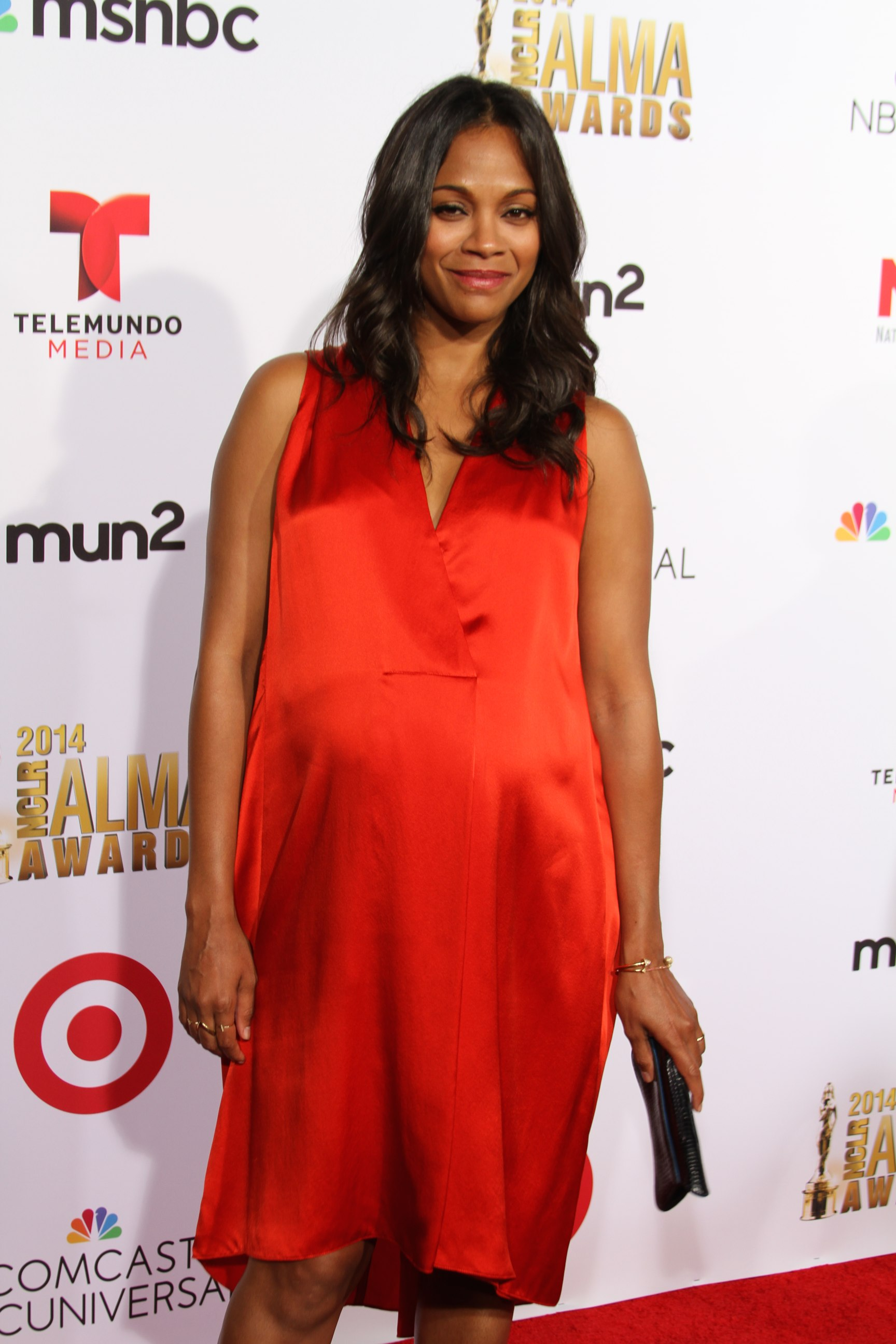
L'actrice, enceinte, aux Alma Awards, en octobre 2014.

En juin 2010, Zoe Saldaña et Keith Britton se fiancent après 10 ans de relation, mais elle annonce finalement leur rupture en novembre 2011. L'année suivante elle entretient une relation de quelques mois avec l'acteur Bradley Cooper, puis rencontre le peintre et sculpteur italien Marco Perego avec qui elle se marie en juin 2013. Quelques années plus tard elle expliquera sur le plateau du Jimmy Kimmel Live! qu'ils ont chacun pris le nom de l'autre, devenant Zoe Saldaña-Perego et Marco Perego-Saldaña. Le couple a trois enfants, des jumeaux nés en novembre 2014, et un troisième garçon né en février 2017.
En juillet 2016, l'actrice révèle qu'elle-même, ses sœurs et sa mère sont atteintes de la thyroïdite de Hashimoto, une maladie auto-immune. Pour en combattre les effets, elle suit un régime sans gluten et sans lactose.

## Filmographie
Sauf indication contraire, les informations mentionnées dans cette section peuvent être confirmées par les bases de données cinématographiques  présentes dans la section « Liens externes ».

### Actrice

#### Longs métrages

##### Années 2000
- 2000 : Danse ta vie (Center Stage) de Nicholas Hytner : Eva Rodriguez
- 2001 : Get Over It de Tommy O'Haver : Maggie
- 2001 : Snipes de Rich Murray : Cheryl
- 2002 : Crossroads de Tamra Davis : Kit
- 2002 : Beat Battle (Drumline) de Charles Stone III (en) : Laila
- 2003 : Pirates des Caraïbes : La Malédiction du Black Pearl (Pirates of the Caribbean: The Curse of the Black Pearl) de Gore Verbinski : Anamaria
- 2004 : Le Terminal (The Terminal) de Steven Spielberg : Dolores Torres
- 2004 : Haven de Frank E. Flowers : Andrea
- 2004 : Temptation de Mark Tarlov : Annie
- 2005 : Constellation de Jordan Walker-Pearlman : Rosa Boxer
- 2005 : Black/White (Guess Who) de Kevin Rodney Sullivan : Theresa Jones
- 2005 : Dirty Deeds de David Kendall : Rachel Buff
- 2005 : La Maldición del padre Cardona de Félix Germán : Flor
- 2006 : Premium de Pete Chatmon : Charli
- 2006 : Ways of the Flesh de Dennis Cooper : Donna
- 2007 : After Sex de Eric Amadio : Kat
- 2007 : Blackout de Jerry LaMothe : Claudine
- 2008 : Angles d'attaque (Vantage Point) de Pete Travis : Angie Jones
- 2009 : Star Trek de J. J. Abrams : Nyota Uhura
- 2009 : The Skeptic de Tennyson Bardwell : Cassie
- 2009 : Avatar de James Cameron : Neytiri

##### Années 2010
- 2010 : The Losers de Sylvain White : Aisha
- 2010 : Takers de John Luessenhop : Lilli
- 2010 : Panique aux funérailles (Death at a Funeral) de Neil LaBute : Elaine
- 2010 : Burning Palms de Christopher Landon : Sarah Cotton
- 2011 : Colombiana de Olivier Megaton : Cataleya Restrepo
- 2012 : The Words de Brian Klugman et Lee Sternthal : Dora
- 2013 : Blood Ties de Guillaume Canet : Vanessa
- 2013 : Star Trek Into Darkness de J. J. Abrams : Nyota Uhura
- 2013 : Les Brasiers de la colère (Out of the Furnace) de Scott Cooper : Lena Taylor
- 2014 : Les Gardiens de la Galaxie (Guardians of the Galaxy) de James Gunn : Gamora
- 2014 : La Légende de Manolo (The Book of Life) de Jorge R. Gutiérrez : Maria (animation)
- 2015 : Daddy Cool (Infinitely Polar Bear) de Maya Forbes : Maggie
- 2016 : Star Trek : Sans limites (Star Trek Beyond) de Justin Lin : Nyota Uhura
- 2016 : Nina de Cynthia Mort (en) : Nina Simone
- 2017 : Live by Night de Ben Affleck : Graciella Suarez
- 2017 : Les Gardiens de la Galaxie Vol. 2 (Guardians of the Galaxy Vol. 2) de James Gunn : Gamora
- 2017 : Chasseuse de géants (I Kill Giants) d'Anders Walter : Mme Mollé
- 2017 : My Little Pony, le film (My Little Pony The Movie) de Jayson Thiessen : Capitaine Celaeno (animation)
- 2018 : Avengers: Infinity War d'Anthony et Joe Russo : Gamora
- 2019 : Avengers: Endgame d'Anthony et Joe Russo : Gamora
- 2019 : Monsieur Link (Missing Link) de Chris Butler : Adelina Fortnight (animation)

##### Années 2020
- 2020 : Des vampires dans le Bronx (Vampires vs. the Bronx) d'Osmany Rodriguez : Becky, l'esthéticienne (caméo)
- 2021 : Vivo de Kirk DeMicco : Rosa Hernández (animation)
- 2022 : Adam à travers le temps (The Adam Project) de Shawn Levy : Laura
- 2022 : Amsterdam de David O. Russell : Irma St. Clair
- 2022 : Avatar : La Voie de l'eau de James Cameron : Neytiri
- 2023 : Les Gardiens de la Galaxie Vol. 3 (Guardians of the Galaxy Vol. 3) de James Gunn : Gamora
- 2024 : Emilia Pérez de Jacques Audiard : Rita Moro Castro
- 2025 : Avatar : De Feu et de Cendres de James Cameron : Neytiri
- 2025 : Elio de Domee Shi : la major Olga Solis

#### Courts métrages
- 2010 : Idiots de Kat Coiro : Kaye
- 2018 : The Legend of Red Hand de Stefano Sollima : Mia Parc

#### Télévision

##### Téléfilms
- 2016 : Quantum Is Calling d'Alex Winter : Zoe Saldana

##### Séries télévisées
- 1999 : New York, police judiciaire : Belinca (saison 9, épisode 24)
- 2004 : New York, unité spéciale (Law & Order: Special Victims Unit) : Gabrielle Vega (saison 5, épisode 21)
- 2006 - 2007 : Six Degrees : Regina (rôle récurrent - saison 1, 5 épisodes)
- 2014 : Rosemary’s Baby d'Agnieszka Holland : Rosemary Woodhouse (rôle principal - 2 épisodes - également productrice)
- 2021 : Maya and the Three (en) : la princesse Maya (animation - rôle principal - 9 épisodes)
- 2022 : Le Goût de vivre : Amahle « Amy » Wheeler (rôle principal)
- 2023 : Opérations Spéciales : Lioness (Special Ops: Lioness) : Joe

##### Clips
- 2017 : Free Me de Sia
- 2017 : Guardian Inferno de The Sneepers feat. David Hasselhoff (clip promotionnel pour Les Gardiens de la Galaxie Vol. 2) : danseuse
- 2018 : Nice For What de Drake

#### Jeux vidéo
- 2013 : Star Trek : Uhura

### Réalisatrice
- 2011 : Kaylien (court métrage)
- 2012 : The Ropes (série télévisée - saison 1, épisode 3)

### Productrice
- 2014 : Zoe Saldana Presents My Hero (émission de télévision, productrice exécutive des 10 épisodes, également créatrice)
- 2018 : The Honor List d'Elissa Down (long métrage, productrice exécutive)
- 2023 : Opérations Spéciales : Lioness (Special Ops: Lioness) (série télévisée)

## Distinctions
Sauf indication contraire ou complémentaire, les informations mentionnées dans cette section proviennent de la base de données IMDb.

### Récompenses
- Black Reel Awards 2022 : meilleure performance vocale pour Avatar : La Voie de l'eau
- Washington DC Area Film Critics Association Awards 2023 : meilleure performance de capture de mouvement pour Avatar : La Voie de l'eau
- Festival de Cannes 2024 : Prix d'interprétation féminine pour l'ensemble des actrices pour Emilia Perez
- BAFTA 2025 : meilleure actrice dans un second rôle pour Emilia Pérez
- Critics' Choice Movie Awards 2025 : meilleure actrice dans un second rôle pour Emilia Pérez
- Golden Globes 2025 : meilleure actrice dans un second rôle pour Emilia Pérez
- Oscars 2025 : meilleure actrice dans un second rôle pour Emilia Pérez
- Women Film Critics Circle Awards 2025 : meilleure actrice dans un second rôle pour Emilia Pérez
- Latino Entertainment Journalists Association Film Awards 2025 : meilleure actrice dans un second rôle pour Emilia Pérez
- Prix Soberano (es) 2025[16],[17] :
  - Grand Soberano (prix honorifique)
  - Meilleur acteur ou actrice à l'étranger[18]

### Nominations

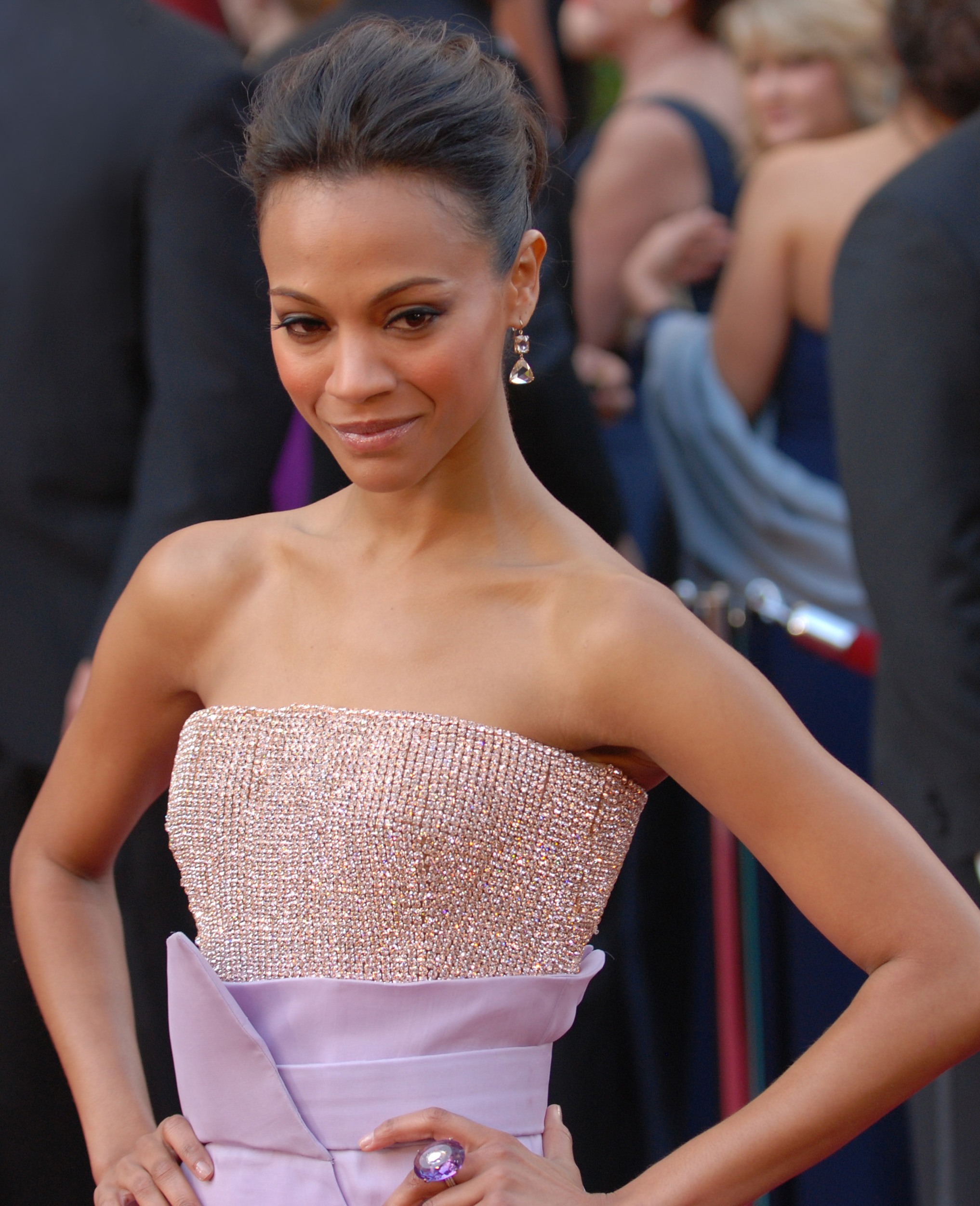
En 2010, à la 82e cérémonie des Oscars.

- MTV Movie Awards 2003 : meilleur baiser pour Beat Battle - partagée avec Nick Cannon
- Black Movie Awards 2005 : meilleure performance pour une actrice dans un second rôle pour Black/White
- Teen Choice Awards 2005 : meilleure actrice dans un second rôle pour Black/White
- Black Reel Awards 2006 : meilleure actrice pour Black/White
- NAACP Image Awards 2006 : meilleure actrice pour Black/White
- ALMA Awards 2009 : actrice de film préférée pour Star Trek
- Scream Awards 2009 :
  - Meilleure actrice de science-fiction pour Star Trek
  - Meilleure révélation féminine pour Star Trek
- Washington D.C. Area Film Critics Association Awards 2009 : meilleure distribution pour Star Trek - partagée avec Zachary Quinto, Eric Bana, John Cho, Karl Urban, Chris Pine, Bruce Greenwood, Ben Cross, Anton Yelchin et Clifton Collins Jr.
- BET Awards 2010 : meilleure actrice pour Avatar
- Black Reel Awards 2010 : meilleure actrice dans un second rôle pour Avatar
- Gold Derby Awards 2010 : meilleure distribution pour Star Trek
- NAACP Image Awards 2010 : meilleure actrice dans un second rôle pour Avatar
- Kids' Choice Awards 2010 :
  - Actrice préférée pour Avatar
  - Couple le plus mignon pour Avatar - partagée avec Sam Worthington
- MTV Movie Awards 2010 :
  - Meilleure performance féminine pour Avatar
  - Meilleur baiser pour Avatar - partagée avec Sam Worthington
- People's Choice Awards 2010 : meilleure révélation féminine
- Russian National Movie Awards 2010 : trophée Georges de la meilleure actrice étrangère
- Scream Awards 2010 : meilleure actrice de science-fiction pour Avatar
- Teen Choice Awards 2010 : meilleure actrice pour The Losers et Panique aux funérailles
- ALMA Awards 2011 : actrice de film préférée pour Takers
- BET Awards 2011 : meilleure actrice pour The Losers et pour Panique aux funérailles
- NAACP Image Awards 2011 : meilleure actrice pour The Losers
- SFX Awards 2011 : meilleure actrice pour Avatar
- Alliance of Women Film Journalists Awards 2012 : meilleure actrice pour Colombiana
- BET Awards 2012 : meilleure actrice pour Colombiana
- Black Reel Awards 2012 : meilleure actrice pour Colombiana
- NAACP Image Awards 2012 : meilleure actrice pour Colombiana
- Teen Choice Awards 2013 : meilleure star féminine de cinéma de l'été pour Star Trek Into Darkness
- Phoenix Film Critics Society Awards 2014 : meilleure distribution pour Les Gardiens de la Galaxie - partagée avec Chris Pratt, Karen Gillan, Dave Bautista, Vin Diesel, Bradley Cooper, Lee Pace, Michael Rooker, Djimon Hounsou, John C. Reilly, Glenn Close, Benicio Del Toro, Laura Haddock, Sean Gunn, Peter Serafinowicz et Christopher Fairbank
- Russian National Movie Awards 2014 : trophée Georges de la meilleure actrice étrangère de la décennie
- Behind the Voice Actors Awards 2015 : meilleure performance vocale pour une actrice pour La Légende de Manolo
- Black Reel Awards 2015 :
  - Meilleure actrice dans un second rôle pour Les Gardiens de la Galaxie
  - Meilleure performance vocale pour La Légende de Manolo
  - Meilleure actrice dans un téléfilm ou une mini-série pour Rosemary’s Baby
- Central Ohio Film Critics Association Awards 2015 : meilleure distribution pour Les Gardiens de la Galaxie
- Critics' Choice Movie Awards 2015 : meilleure actrice pour Les Gardiens de la Galaxie
- NAACP Image Awards 2015 : meilleure performance vocale pour un personnage pour La Légende de Manolo
- Kids' Choice Awards 2015 : actrice préférée pour Les Gardiens de la Galaxie
- MTV Movie Awards 2015 : meilleure transformation à l'écran pour Les Gardiens de la Galaxie
- People's Choice Awards 2015 : actrice de film d'action préférée
- Women's Image Network Awards 2015 : meilleure actrice pour Daddy Cool
- Black Reel Awards 2016 : meilleure actrice pour Daddy Cool
- NAACP Image Awards 2016 : meilleure actrice pour Daddy Cool
- Teen Choice Awards 2016 : meilleure actrice pourStar Trek : Sans limites
- Women Film Critics Circle Awards 2016 :
  - Prix « Invisible Woman » pour Nina
  - Prix « Courage in Acting » pour Nina
- Kids' Choice Awards 2017 : meilleure « botteuse de fesses » pour Star Trek : Sans limites
- People's Choice Awards 2017 : actrice de film d'action préférée
- Behind the Voice Actors Awards 2018 : meilleure performance vocale pour l’ensemble de la distribution pour La Légende de Manolo - partagée avec Tara Strong, Ashleigh Ball, Andrea Libman, Tabitha St. Germain, Cathy Weseluck, Emily Blunt, Michael Peña, Liev Schreiber, Taye Diggs, Uzo Aduba, Sia et Kristin Chenoweth
- Kids' Choice Awards 2018 : meilleure actrice pour Les Gardiens de la Galaxie Vol. 2
- Teen Choice Awards 2018 :
  - Meilleure actrice pour Avengers: Infinity War
  - Meilleur baiser pour Avengers: Infinity War - partagée avec Chris Pratt
- Kids' Choice Awards 2019 :
  - Actrice de film préférée pour Avengers: Infinity War
  - Botteuse de derrière préférée pour Avengers: Infinity War
- Teen Choice Awards 2019 : meilleure actrice pour Avengers: Endgame
- Austin Film Critics Association Awards 2023 : meilleur performance vocale, numérique ou d'animation pour Avatar : La Voie de l'eau
- Hollywood Critics Association Awards 2023 : meilleure performance vocale ou de capture de mouvement pour Avatar : La Voie de l'eau
- Latino Entertainment Journalists Association Film Awards 2023 : meilleure performance vocale ou de capture de mouvement pour Avatar : La Voie de l'eau
- César 2025 : meilleure actrice pour Emilia Pérez

## Voix francophones
Entre 2001 et 2008, Zoe Saldana est d'abord doublée en version française par Géraldine Asselin de manière régulière dans les films Rap Game, Crossroads, Beat Battle, Black/White et Angles d'attaque puis, en 2020 dans Des vampires dans le Bronx et en 2022 dans Adam à travers le temps. En parallèle, elle est doublée à deux reprises par Annie Milon dans Danse ta vie et Six Degrees ainsi que par Véronique Desmadryl dans Pirates des Caraïbes : La Malédiction du Black Pearl et par Ethel Houbiers dans Le Terminal.
Depuis le film The Skeptic en 2009, elle est principalement doublée par Ingrid Donnadieu. Cette dernière est notamment sa voix dans les films Star Trek, Avatar, Les Brasiers de la colère, The Words ou encore Live by Night. En parallèle, elle est notamment doublée à quatre reprises par Sara Martins, dans Colombiana, Blood Ties, Rosemary's Baby et Daddy Cool ainsi que par Nathalie Karsenti dans l'univers cinématographique Marvel. Enfin, elle est doublée par Véronique Picciotto dans Takers, Barbara Beretta dans Get Over It et Sophie Frison dans Chasseuse de géants.
En version québécoise, l'actrice est régulièrement doublée par Catherine Proulx-Lemay. Elle la double dans Havre, les films Star Trek, The Losers, Preneurs, Joyeuses funérailles, Les Mots, Au cœur du brasier et l'univers cinématographique Marvel. Elle est également doublée à deux reprises par Camille Cyr-Desmarais dans Pirates des Caraïbes : La Malédiction de la Perle noire et Devine qui ainsi que par Christine Bellier dans À la croisée des chemins et Marie-Evelyne Lessard dans Ils vivent la nuit.